# Nephrangis
Nephrangis é um género botânico pertencente à família das orquídeas (Orchidaceae).